# Libertad (Cojedes)
Libertad (oder Libertad de Cojedes, Lagunitas) ist ein Dorf im venezolanischen Bundesstaat Cojedes.
Es ist Verwaltungssitz des Municipio Ricaurte. Das Dorf hat etwa 17.000 Einwohner. Die Bevölkerung der Parroquia beträgt etwa 24.328 Menschen.

## Geschichte
Die spanischen Kapuziner haben das Indianerdorf am 3. Januar 1751 als Divina Pastora del Jobal gegründet. Hier wohnten verschiedene Ethnien: Taparitas, Otomaken, Achaguas und Guamos.

## Politik
Bei den Wahlen 2008 für die Stelle des Bürgermeisters erzielte Hilcriy Martínez von der PSUV 62,55 % der Stimmen gegen 21,28 % für den Kandidaten von Patria Para Todos und 21,28 % für den Kandidaten der Mesa de la Unidad.
In den Wahlen 2010 für die Nationalversammlung bekam die PSUV in Libertad de Cojedes 80,42 % der Stimmen gegen 18,03 % für die Mesa de la Unidad.

## Infrastruktur
Libertad de Cojedes hat etwa 10 Grundschulen und einen Kindergarten.